# Cleidochasmidra canakkalense
Cleidochasmidra canakkalense är en mossdjursart som beskrevs av Unsal och Jean-Loup d'Hondt 1979. Cleidochasmidra canakkalense ingår i släktet Cleidochasmidra och familjen Cleidochasmatidae. Inga underarter finns listade i Catalogue of Life.